# قبلة الأبرص
قبلة الأبرص رواية كتبها فرانسوا مورياك ونُشرت سنة 1922 عن طريق دار غراسيه للنشر. شكّل هذا العمل أول نجاح جماهيري كبير لمورياك، حيث بيعت منه أكثر من 18 ألف نسخة خلال بضعة أشهر، كما حظي باستقبال حافل من قبل النقاد الأدبيين. وتُعتبر هذه الرواية أول تحفة أدبية في مسيرة مورياك، ومفتاحًا لاعتراف النقاد والقراء به ككاتب متميّز.

## تاريخي
بعد أن وضع فرانسوا مورياك الخطّة العامة للرواية في يناير 1920، شرع في كتابة قبلة الأبرص بين يوليو وسبتمبر 1921، وذلك في بيت العائلة ببلدة سان-سانفوريان كانت النسخة الأولى من الرواية مكتوبة بصيغة المتكلم، وحملت في البداية عنوان «النوم أفضل من الحياة»، ثم تغيّر إلى «بيلوَيغ» قبل أن يقترح عليه الناشر برنار غراسيه استبداله بعنوان مستوحى من سيرة فرنسيس الأسيزي.
في تلك النسخة، كانت الرواية تتضمن ظهورًا أو تطورًا لثلاث شخصيات ثانوية إضافية. قرر مورياك لاحقًا إعادة العمل على الصياغة فحذف فصولًا تتعلق بهذه الشخصيات: دانيال تراسيس، الذي سيصبح الشخصية الرئيسية في رواية «نهر النار» (1922)، وفاليسيتي وفرناند كازناف، اللذين ستُستكمل حكايتهما في رواية «والدة» (1923). نُشرت الرواية أولًا في العدد الثامن من سلسلة «الكرّاسات الخضراء» في مايو 1922، ثم صدرت في كتاب في نوفمبر من نفس السنة عن دار غراسيه.
أهدى فرانسوا مورياك روايته إلى صديقه الروائي لويس آرتوس، الذي أقام في منزله خلال فترة كتابة العمل.

## الملخص
جان بيلوَيغ شاب قبيح الهيئة، لا يتجاوز الثالثة والعشرين من عمره. يعاني من عقدة عميقة تجاه مظهره الخارجي، ويتهرب خصوصًا من النساء. خلال زيارة عائلة كازناف، يُعلن له والده، جيروم بيلوَيغ، بناءً على اقتراح كاهن القرية، رغبته في تزويجه من نويمي دارتيي. يُفاجأ جان بالخبر، ويشعر بفرح غامر، إذ يُدهشه أن توافق امرأة على الزواج به رغم شكله.
يحب جان نويمي بصدق، ويتمنى لها السعادة ويأمل أن يكتشف معها لذائذ الجسد، لكنه يدرك سريعًا أن مجرد وجوده يثير في نفسها نفورًا عميقًا لا تستطيع السيطرة عليه، وأنها تذبل يومًا بعد يوم. حرصًا منه على ألا يسبب لها مزيدًا من العذاب، يبدأ بتجنّبها ويقضي أغلب نهاره خارج البيت، في رحلات صيد طويلة.
يقترح عليه الكاهن لاحقًا السفر إلى باريس لإنجاز دراسة بيبليوغرافية. يرى جان في هذه الفكرة خلاصًا ممكنًا له ولزوجته، فيوافق على الرحيل.
بعد أشهر قضاها متجولًا في العاصمة، يعود جان إلى قريته ليجد زوجته نويمي وقد تبدلت ملامحها، إذ أشرقت وازدهرت بفضل غيابه، بينما هو ازداد تدهورًا وانكسارًا. وسرعان ما تعاود نويمي الانطفاء من جديد، ويغرق جان في اليأس.
يقرر الاعتناء بصديق مصاب بالسل، فيُصاب هو أيضًا بالمرض، مما يزيد حالته سوءًا. تدرك نويمي حجم التضحية التي قدّمها من أجلها، وتحاول أن تقنع نفسها بأنها تحبه. يموت جان، وتدخل نويمي في حداد يدوم ثلاث سنوات.
رغم أنها كانت تميل إلى الطبيب الشاب الذي تولّى علاج زوجها، وتحس تجاهه بانجذاب خفي، فإنها تكبح مشاعرها، وتختار الانصراف إلى الدين، متقمّصة طوعًا دور الأرملة التقيّة، متخلية عن كل شغف دنيوي.

## الشخصيات
- جان بيلوَيغ شاب دميم المظهر، يلاحقه الشعور بالنقص ويعيش صراعًا داخليًا مع إيمانه. يخجل من ذاته ويتجنّب نظرات الآخرين، فاقد الأمل في مستقبل عاطفي أو زواج حقيقي، غارق في التشاؤم ومطارد دائمًا بهاجس الهروب من ذاته ومن المجتمع.
- نويمي دارتيي شابة جميلة تميل إلى الامتلاء قليلاً، بسيطة وساذجة، مطواعة لله ولزوجها، منطفئة الرغبة، وتكاد تُجسّد النموذج المثالي للمرأة البورجوازية في ذلك العصر. لا ترى في جان سوى قبحه الخارجي، ولا تبذل جهدًا لتتعرّف عليه أو تفهمه. أُجبرت على الزواج به بدافع اجتماعي، إذ «لا يُرفض عرض زواج من أحد أفراد عائلة بيلوَيغ».
- جيروم بيلوَيغ هو والد جان، رجل موسوس بصحّته ومتجهم المزاج، يمارس سلطة أبوية صارمة على بيته ومَن فيه، ويتصرّف كطاغية صغير في محيطه العائلي.

## الطبعات
- قبلة الأبرص ، طبعات جراسيت ، 1922[6]
- قبلة الأبرص ، أعيد إصدارها مع رواية الوالدة، تحت عنوان "عائلة بوليير" ، إصدارات كالمان-ليفي ، 1925
- قبلة الأبرص وجنيتريكس، الطبعة النهائية، مكتبة هاشيت ، 1928 (نقوش خشبية بواسطة بول بودييه )

## الملاحظات والمراجع
1. ↑  جان جاك لوباري (2009). فرانسوا مورياك، سيرة ذاتية حميمة (بالفرنسية). طبعات فايارد. Vol. 1. p. 328. ISBN:978-2-213-62636-9.
2. ↑  "Le Baiser au lépreux". livredepoche.com. 16 يناير 2023. مؤرشف من الأصل (livre) في 2018-03-15. اطلع عليه بتاريخ 2023-06-20..
3. ↑  قبلة الأبرص في الأعمال الروائية والمسرحية الكاملة (بالفرنسية). إصدارات غاليمار. Vol. 1. 1978. pp. 1120–1126. ISBN:2-07-010931-3 ). {{استشهاد بكتاب}}: تأكد من صحة |isbn= القيمة: حرف غير صالح (help)
4. ↑  جان لوك باري (2009)، ج. 1، ص. 321-322.
5. ↑  قبلة الأبرص، مطبعة بليارد، ص. 1144.
6. ↑  Mauriac، François (05/03/2016). Le baiser au lépreux. مؤرشف من الأصل في 2025-03-23. {{استشهاد بكتاب}}: تحقق من التاريخ في: |تاريخ= (مساعدة)